# Fontaine-Chaalis
Fontaine-Chaalis település Franciaországban, Oise megyében. Lakosainak száma 326 fő (2022. január 1.). Fontaine-Chaalis Borest, Ermenonville, Baron, Montagny-Sainte-Félicité, Mont-l’Évêque, Montlognon, Mortefontaine, Thiers-sur-Thève és Ver-sur-Launette községekkel határos.

## Népesség
A település népességének változása:
| Lakosok száma | 367  | 357  | 374  | 347  | 342  | 336  | 330  | 328  | 326  |
|               | 2013 | 2015 | 2016 | 2017 | 2018 | 2019 | 2020 | 2021 | 2022 |